# Джакшылык
Джакшылык (кирг. Жакшылык) — село в Араванском районе Ошской области Кыргызстана. Входит в состав Чек-Абадского айылного аймака.

## География
Село расположено в западной части области, на расстоянии приблизительно 2 километров (по прямой) к западу от села Араван, административного центра района. Абсолютная высота — 695 метров над уровнем моря.

## Население
Согласно оценочным данным Национального статистического комитета Кыргызской Республики, численность населения села на начало 2023 года составляла 2674 человека.
| год     | 2009 | 2014 | 2015 | 2020 | 2021 | 2023 |
| ------- | ---- | ---- | ---- | ---- | ---- | ---- |
| человек | 1877 | 1959 | 2285 | 2546 | 2599 | 2674 |